# Matapédia (municipalité)
Cet article concerne la municipalité gaspésienne. Pour la MRC, voir La Matapédia. Pour les autres significations, voir Matapédia.
Matapédia est une municipalité canadienne d'environ 570 habitants faisant partie de la municipalité régionale de comté d'Avignon en Gaspésie, dans l'est du Québec. La paroisse catholique de Matapédia se nomme Saint-Laurent-de-Matapédia, et ce nom est parfois utilisé aussi pour la municipalité.

## Toponymie

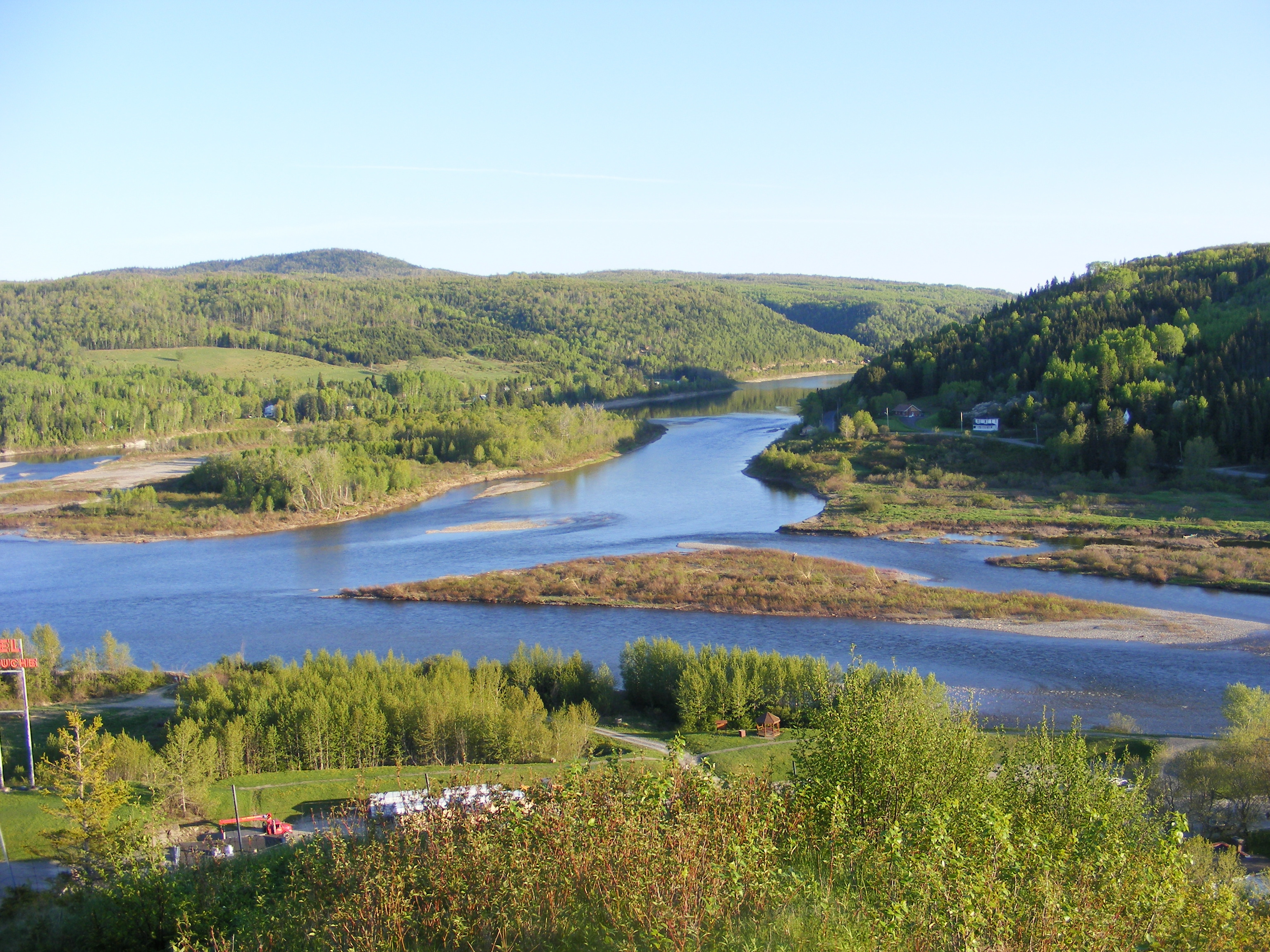
Confluence des rivières Matapédia et Ristigouche

Le toponyme de la municipalité est emprunté à celui de la rivière Matapédia. Ce nom est issu du micmac matapegiag qui signifie « jonction des rivières » de mata pour « jonction » et de pegiag pour « rivière ». Ce nom fait référence à la rencontre des rivières Matapédia et Ristigouche à Matapédia. La municipalité a d'abord porté le nom de Saint-Laurent-de-Matapédia. Le bureau de poste local a aussi porté le nom de Matapediac.
Les gentilés sont appelés Matapédiens et Matapédiennes.

## Histoire

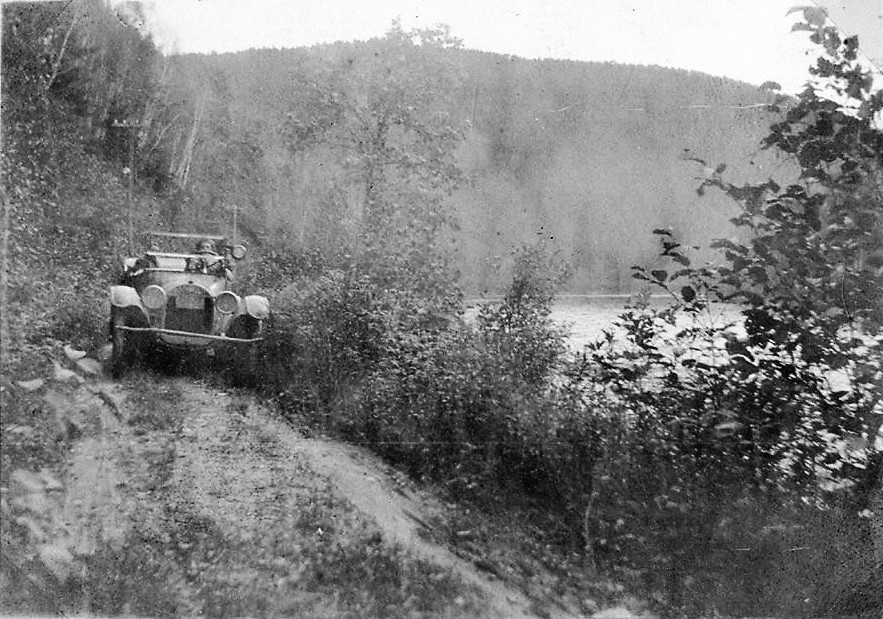
Première automobile à traverser la vallée entre Matapédia et Causapscal en 1914

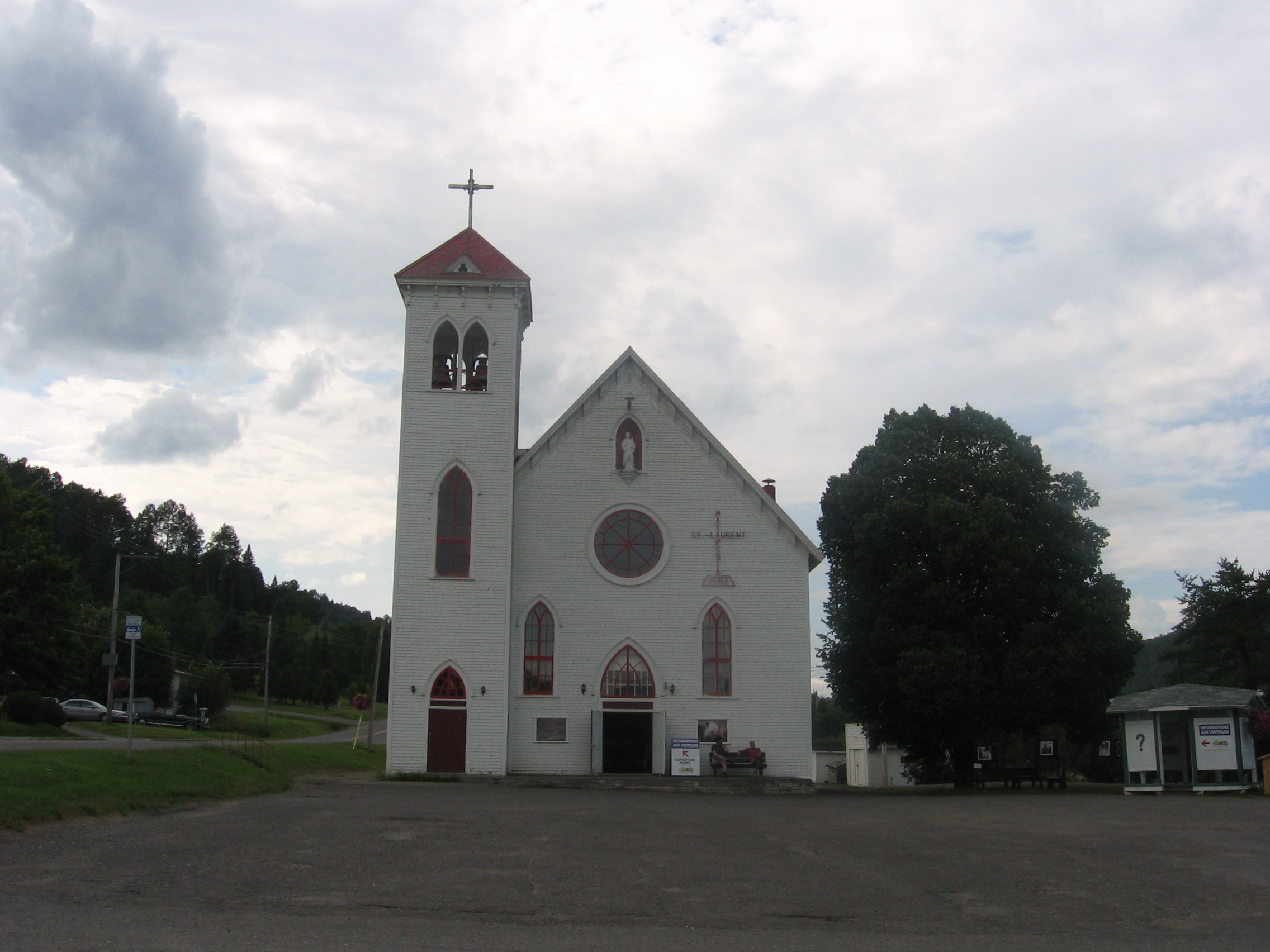
Mission Saint-Laurent-de-Matapédia

Cet endroit a été le premier lieu colonisé de la vallée de la Matapédia lorsque des Loyalistes viennent s'y établir après la Guerre d'indépendance des États-Unis au début des années 1800. Par la suite, des colons irlandais viennent s'y établir vers 1850, suivis par des Acadiens vers 1860. La mission catholique de Saint-Laurent-de-Matapédia est fondée en 1860. Le bureau de poste est ouvert en 1864. Finalement, des Canadiens français commencent à s'y établir en 1865.
La municipalité de paroisse est créée le 4 novembre 1905 en reprenant le nom de la paroisse. En 1973, la municipalité change son nom pour simplement Matapédia. Le 27 février 2010, la municipalité de la paroisse de Matapédia change son statut pour une municipalité,.

## Géographie
Matapédia est située au sud du fleuve Saint-Laurent sur le côté sud de le péninsule gaspésienne à l'extrémité est de la vallée de la Matapédia à l'embouchure de la rivière Matapédia dans la Ristigouche. Elle est située à 500 km au nord-est de Québec et à 350 km au sud-ouest de Gaspé. Les villes importantes près de Matapédia sont Campbellton au Nouveau-Brunswick à 25 km à l'est et Amqui à 80 km au nord-ouest.
La municipalité de Matapédia fait partie de la municipalité régionale de comté d'Avignon dans la région administrative de la Gaspésie–Îles-de-la-Madeleine. Elle comprend trois hameaux :
- Mann Settlement
- Matapédia-Ouest
- Runnymede

## Démographie
| 1986 | 1991 | 1996 | 2001 | 2006 | 2011 | 2016 | 2021 |
| ---- | ---- | ---- | ---- | ---- | ---- | ---- | ---- |
| 818  | 786  | 749  | 707  | 696  | 664  | 645  | 666  |

Selon Statistique Canada, la population de Matapédia était de 664 habitants en 2011.. La tendance démographique des dernières années suit celle de l'est du Québec, c'est-à-dire une décroissance. En effet, en 2006, la population y était de 696 habitants ; ce qui correspond à un taux de décroissance de 4,6 % en cinq ans. L'âge médian de la population matapédienne est de 49,7 ans.
Le nombre total de logements privés dans la municipalité est de 360. Cependant, seulement 311 de ces logements sont occupés par des résidents permanents. La majorité des logements de Matapédia sont des maisons individuelles.
Statistique Canada ne recense aucun immigrant à Matapédia. 80 % de la population a le français comme langue maternelle et 20 % a l'anglais. 39 % de la population maitrise les deux langues officielles tandis que 46 % ne parle que le français et que 15 % ne parle que l'anglais.
. Statistique Canada ne recense aucun autochtone à Matapédia.
Le taux de chômage dans la municipalité était de 23 % en 2006. Le revenu médian des Matapédiens était de 25 174 $ en 2005.
Selon Statistiques Canada, 32 % de la population de 15 ans et plus de Matapédia n'a aucun diplôme d'éducation. 37 % de cette population n'a que le diplôme d'études secondaires ou professionnelles. 45 personnes possède des diplômes de niveau universitaire à Matapédia. Tous les diplômés de Matapédia ont effectué leurs études à l'intérieur du Canada. Le principal domaine d'études des Matapédiens est « le commerce, la gestion et l'administration publique ».

## Administration
Le conseil municipal de Matapédia est composé d'un maire et de six conseillers, qui sont élus en bloc tous les quatre ans sans division territoriale.
| mandat | fonction    | nom                |
| ------ | ----------- | ------------------ |
| 2020   | maire       | Nicole Lagacé      |
| 2020   | conseillers |                    |
| 2020   | #1          | Brian G. Cooke     |
| 2020   | #2          | Martine Levesque   |
| 2020   | #3          | Linda Pitre        |
| 2020   | #4          | Michael Bastarache |
| 2020   | #5          | Dany Gallant       |
| 2020   | #6          | Serge Denis        |

| Matapédia Maires depuis 2001                                                                                         |               |         |          |
| Élection | Maire         | Qualité | Résultat |
| 2001 | Raymond Soucy |         | Voir     |
| 2005 | Louis Michaud |         | Voir     |
| 2009 | Louis Michaud | Voir    |          |
| 2013 | Luc Lagacé    |         | Voir     |
| 2017 | Nicole Lagacé |         | Voir     |
| 2021 | Nicole Lagacé | Voir    |          |
| Élection partielle en italique Depuis 2005, les élections sont simultanées dans toutes les municipalités québécoises |               |         |          |

De plus, Geneviève Moffatt est la directrice-générale, la secrétaire-trésorière et la coordonnatrice en mesures d'urgences de la municipalité.

## Économie
Sur le plan économique, Matapédia compte sur l'apport d'institutions comme le Centre local de services communautaires (CLSC), l'école des Deux-Rivières, les clubs de pêche ainsi que sur plusieurs commerces et entreprises privées.

## Tourisme

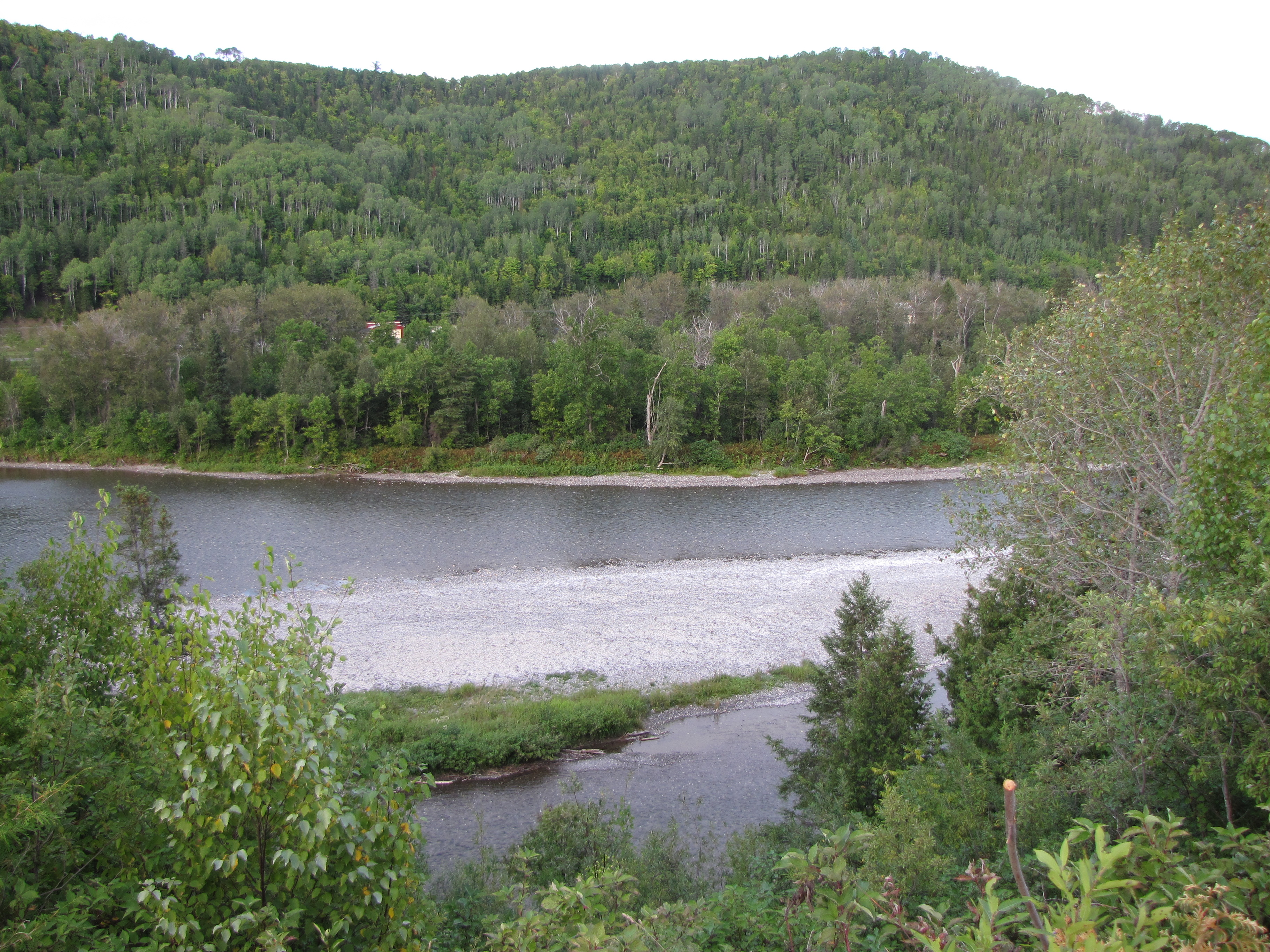
La rivière Matapédia à Matapédia

La rivière Matapédia est reconnue internationalement pour ses nombreuses fosses pour la pêche aux saumons de l'Atlantique. D'ailleurs, la réserve faunique des Rivières-Matapédia-et-Patapédia a été établie sur une partie de son cours afin de protéger cette ressource.

## Personnalités connues
- Jean-Eudes Dubé, avocat et homme politique, né en 1926 à Matapédia;
- Maurice Harquail, homme politique, né en 1938 à la Matapédia.

## Représentations politiques
Québec : fait partie de la circonscription provinciale de Bonaventure. Lors de l'élection générale québécoise de 2008, la députée sortante Nathalie Normandeau, du Parti libéral du Québec, a été réélue pour représenter la population matapédienne à l'Assemblée nationale.
 Canada : Matapédia fait partie de la circonscription fédérale de Haute-Gaspésie—La Mitis—Matane—Matapédia. Lors de l'élection fédérale canadienne de 2008, le député sortant Jean-Yves Roy, du Bloc québécois, a été réélu pour représenter la population matapédienne à la Chambre des communes.